# Paul Wagner (attore)
Paul Wagner, all'anagrafe Paul Wilhelm Hubert Wagner  (Colonia, 24 ottobre 1899 – Berlino, 11 gennaio 1970), è stato un attore tedesco di cinema e teatro. Lavorò anche come doppiatore. Era il fratello maggiore dell'attore Konrad Wagner.

## Biografia
Nato a Colonia nel 1899, attore di teatro, debuttò sullo schermo nel 1931, a 32 anni, in un piccolo ruolo nel film Il ratto di Monna Lisa di Géza von Bolváry.

## Filmografia (parziale)
- Il ratto di Monna Lisa (Der Raub der Mona Lisa), regia di Géza von Bolváry (1931)
- I cadetti di Vienna (Liebeskommando), regia di Géza von Bolváry (1931)
- Angeli senza paradiso (Leise flehen meine Lieder), regia di Willi Forst (1933)
- I due re (Der alte und der junge König), regia di Hans Steinhoff (1935)
- Giovanna d'Arco (Das Mädchen Johanna), regia di Gustav Ucicky (1935)
- Ingratitudine (Der Herrscher), regia di Veit Harlan (1937)
- Preußische Liebesgeschichte, regia di Paul Martin (1938)
- Kameraden, regia di Hans Schweikart (1941)
- Die blauen Schwerter, regia di Wolfgang Schleif (1949)
- Operazione walkiria (Der 20. Juli), regia di Falk Harnack (1955)
- Anastasia l'ultima figlia dello zar (Anastasia - Die letzte Zarentochter), regia di Falk Harnack (1956)
- Pecore nere (Die Halbstarken), regia di Georg Tressler (1956)